# Cypro-Minoïsch schrift

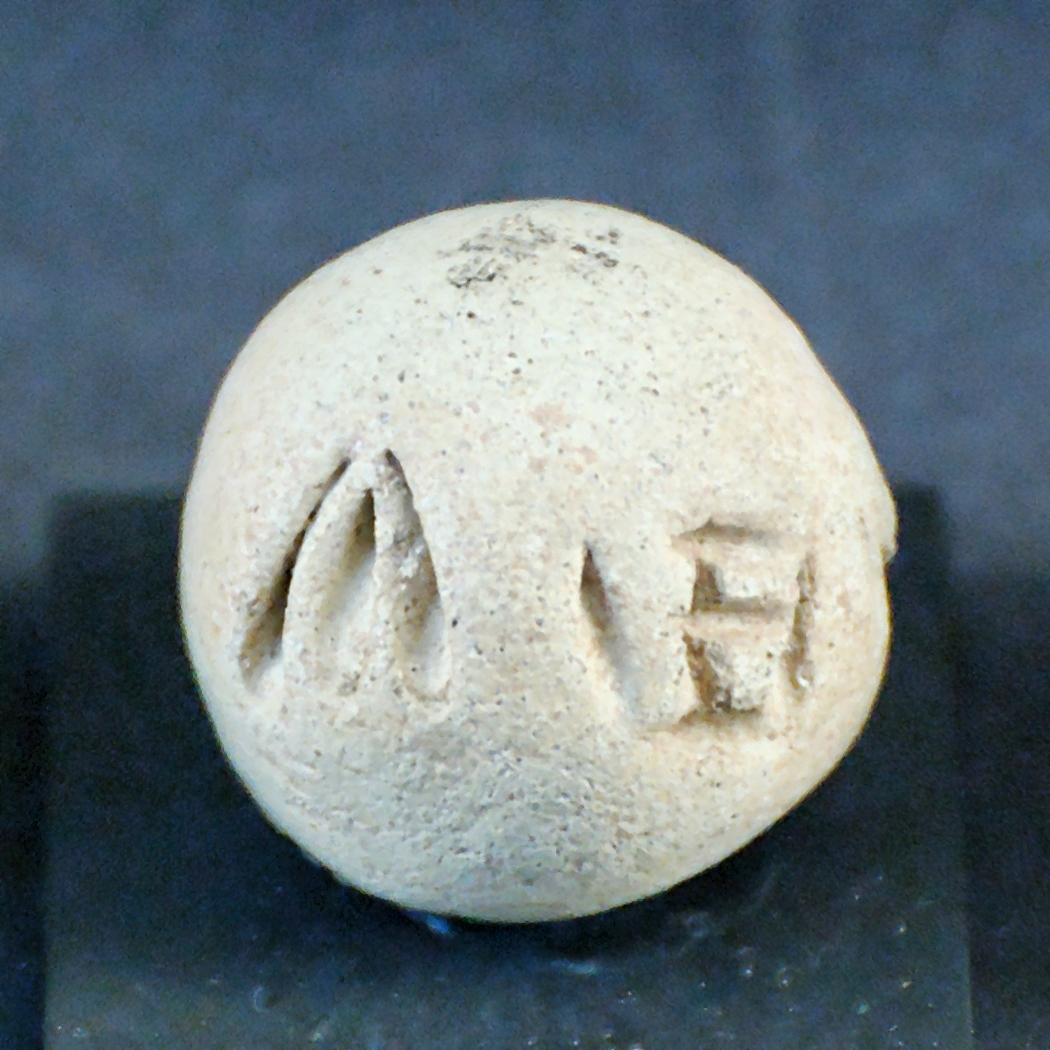
Cypro-Minoïsch kleiballetje (CM I) uit Enkomi

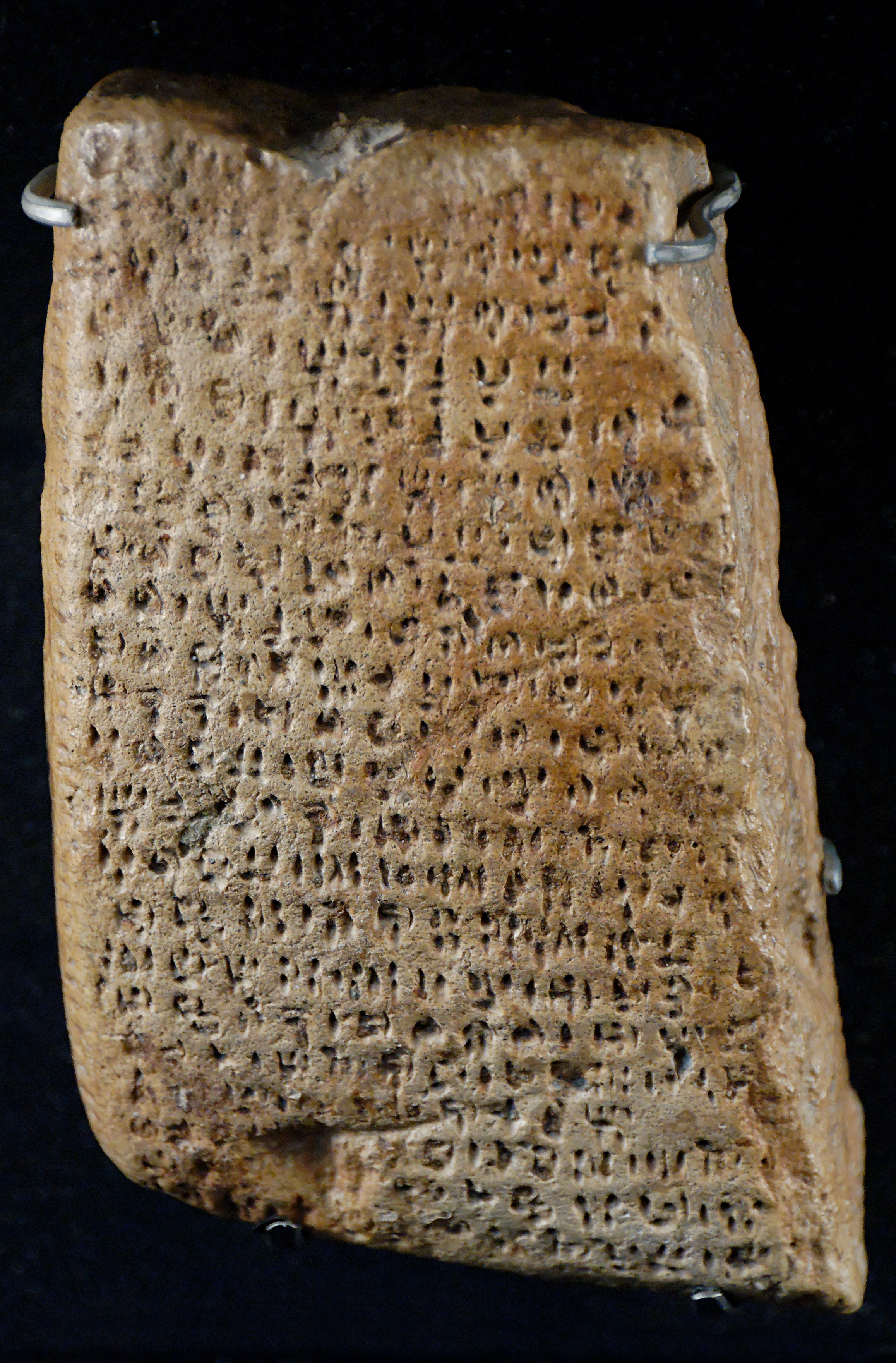
Cypro-Minoïsche kleitablet uit Enkomi (CM II)

Het Cypro-Minoïsch schrift (ook wel Oud-Cypriotisch schrift of Lineair C, afgekort CM) is een tot op heden niet volledig ontcijferd schriftsysteem, vermoedelijk een syllabisch schrift, dat in de Late Bronstijd (ca. 15e-12e eeuw v.Chr.) gebruikt werd. Het schrift is aangetroffen in Ugarit en Latakia. Het schrift heeft zich ontwikkeld uit het Minoïsche Lineair A en is de voorganger van het Cypriotisch schrift, dat van de 11e tot de 4e eeuw in gebruik was.
Binnen het Cypro-Minoïsch schrift onderscheidt men drie nauw verwante schriftsystemen (CM I, CM II en CM III). Daarnaast is er nog een archaïsche variant, die nog zeer dicht bij het Lineair A staat. Recentelijk zijn echter twijfels geuit of CM I wel een coherente groep vormt. Door vergelijking met verwante ontcijferde schriftsystemen zoals Lineair B en het Cypriotisch schrift, zijn ongeveer 50 lettergreepsymbolen met redelijke zekerheid ontcijferd. Desondanks zijn de teksten in het Cypro-Minoïsch schrift nog niet leesbaar, omdat de Cypro-Minoïsche taal nog onbekend is.
In totaal bestaat het schrift uit 114 lettergreepsymbolen, waarvan er 24 in alle drie de schrifttypen vertegenwoordigd zijn. Vondsten in het Cypro-Minoïsch schrift bestaan hoofdzakelijk uit literaire teksten op gebrande kleitabletten, wellicht votiefinscripties, vijf kleicilinders met nog onbekende functie, en kleine kleiballetjes met inscripties.